# Kabasakal, Şalpazarı
Kabasakal là một xã thuộc huyện Şalpazarı, tỉnh Trabzon, Thổ Nhĩ Kỳ. Dân số thời điểm năm 2011 là 380 người.